# Літургія святого Йоана Золотоустого (Скорик)
Літургія святого Йоана Золотоустого — духовний твір Мирослава Скорика для хору без супроводу, написаний в 2005 році на замовлення Миколи Гобдича, художнього керівника хору «Київ». Складається з 18 номерів.
Дослідники відмічають глибинні зв'язки літургії з українською музичною культурою минулих епох. Так, на думку М. Гобдича 
| «Деякі номери „Літургії“ сприймаються як „народні“ — настільки вони демократичні. Подібні хорали, а часом цілі літургії, які так і називались — „народними“, писались композиторами на початку минулого століття (О. Кошиць, К. Стеценко) і призначались для виконання усіма прихожанами церкви на чолі з церковними співаками або одним співаком — лідером. „Херувимська“ М. Скорика — яскравий приклад такої відправи»[1] | Л. Кияновська відмічає:
| «…вся ейдетика української духовної музики, починаючи від давніх монодій, чия традиція найбільше відчутна в єктеніях, блискучого орнаментального барокового духовного концерту, романтичної піднесеної лірики „перемиської школи“, строгої просвітленості духовних шедеврів початку ХХ століття, знаходить своє переосмислення в Літургії»[2] |